# Съмървил
Съмървил (на английски: Somerville) е град в окръг Мидълсекс, Масачузетс, Съединени американски щати. Намира се на 5 km северозападно от центъра на Бостън. Създаден е през 1842, когато е отделен от град Чарлстаун. Населението му е 81 360 души (по приблизителна оценка от 2017 г.).
В Съмървил е роден писателят Хал Клемънт (1922 – 2003).